# Leucodon alpinus
Leucodon alpinus är en bladmossart som beskrevs av Hiroyuki Akiyama 1988. Leucodon alpinus ingår i släktet Leucodon och familjen Leucodontaceae. Inga underarter finns listade i Catalogue of Life.